# Mohamed M. Abou El Enein
Mohamed M. Abou El Enein (Il Cairo, 5 settembre 1951) è un imprenditore e politico egiziano.
Fondatore e presidente di Cleopatra Group, è promotore di molti importanti progetti imprenditoriali in Egitto. Dal 1995 al 2011 è stato membro del Parlamento egiziano, del quale ha presieduto diverse commissioni e che ha rappresentato in consessi internazionali. Per la sua attività imprenditoriale e politica è stato insignito di numerosi riconoscimenti.
Abou El Enein ha fondato Cleopatra Group nel 1983, scegliendo come primo settore di interesse la produzione industriale di ceramiche. Grazie a una rapida crescita dei volumi di attività, che portarono il gruppo ad assicurarsi fino al 60% della domanda interna e ad aprirsi all’export internazionale, Abou El Enein iniziò ad espandere progressivamente le attività di Cleopatra Group nei settori agricolo, minerario, immobiliare, turistico, dei media, dell’high-tech e aeronautico.

## Cleopatra: branding e licenze
Dopo aver consolidato il marchio Cleopatra nel settore ceramico, Abou El Enein ha operato per il consolidamento del nome e del brand in diversi altri settori economici e produttivi. L’operazione ha portato alla nascita dell’agenzia di viaggi Cleo Travel, di Cleopatra Silicon Valley, azienda specializzata nella produzione di smart card, di Cleopatra Luxury Hotels & Resorts, cui appartengono numerosi resort di lusso in località come Sharm el-Sheikh, Hurghada, Taba e Marsa Matrouh, e Cleopatra Media, che controlla tre canali televisivi e un sito web all-news.

## Attività imprenditoriale

### Imprese e investimenti
Mohamed Abou El Enein iniziò ad occuparsi di commercio internazionale tra Europa ed Egitto nel 1973. Nel 1983 fondò il suo primo impianto produttivo a 10th of Ramadan City, il primo in Egitto a produrre ceramiche industriali di qualità. Oggi Ceramica Cleopatra è uno dei principali produttori di ceramiche per rivestimenti e sanitari con 17 impianti produttivi.

### Altri settori d’impresa

#### Sviluppo agricolo
I progetti in campo agricolo di Mohamed Abou El Enein hanno coinciso con la fondazione di grandi aziende agricole in aree desertiche, come East Al-Owainat, Al Nobaria, 10th of Ramadan, East of Suez, Sahl Al-Tina e Wadi Elmelouk, zone precedentemente improduttive e disabitate diventate sedi di fattorie e di nuovi insediamenti, per un totale di 13.750 acri.

#### Turismo
Ha costruito numerosi resort di lusso e hotel in località come Sharm el-Sheikh, Makadi Bay, Marsa Allam e Taba, ai quali si aggiungono gli stabilimenti in costruzione di Marsa Matrouh, progettati secondo i moderni criteri del turismo integrato. Recentemente, Cleopatra ha acquisito il secondo operatore turistico tedesco, Aldina, che controlla 10 hotel di alto livello in 6 paesi (Tunisia, Spagna, Austria, Turchia, Cipro e Grecia).

#### Sviluppo immobiliare
L’impegno di Abou El Enein nel settore immobiliare si è concretizzato in cinque progetti, realizzati in Egitto.
- Cleopatra Square a Città del 6 Ottobre, progetto comprendente 117 lotti assegnati alla costruzione di ville residenziali di fascia alta
- Cleopatra Palace a Shorouk City, un complesso residenziale di fascia alta collocate su più di 200.000 m2 che include ville e 16 edifici di appartamenti
- Cleopatra Plaza a Nasr City, complesso residenziale e commerciale
- Azarita Plaza ad Alessandria, un complesso residenziale e commerciale diffuso su oltre 5.000 m2
- Cleopatra Shopping Mall, avveniristico centro commerciale la cui inaugurazione è prevista all’inizio del 2017

#### Media
Cleopatra Media for TV Channels è uno dei principali network egiziani comprendente tre canali televisivi tra I più seguiti in Egitto e nel mondo arabo e un sito web di notizie tra i più seguiti del Paese che tratta di politica, economia, intrattenimento e sport.

#### Aviazione
Cleopatra Aviation si divide in tre dipartimenti principali. Il primo si occupa del noleggio di velivoli; il secondo della manutenzione dei velivoli; il terzo del servizio clienti all’aeroporto del Cairo. Cleopatra Aviation è attualmente in attesa di ottenere l’autorizzazione al volo da parte delle autorità egiziane.

#### Cleopatra Silicon Valley
Cleopatra Silicon Valley è un complesso industriale e tecnologico, il primo e più grande in Egitto a produrre smart card per ogni tipologia di utilizzo, dalle scratch card alle memory card, fino alle carte SIM e alle carte di credito.

## Attività politica
- Abou El Enein è stato un membro dell’Assemblea del Popolo a partire dal 1995. Nel 2000 è stato eletto Presidente della Commissione per la casa, le utility e le costruzioni, ruolo mantenuto fino al 2005, anno nel quale è stato eletto Presidente della Commissione per l’industria e l’energia (incarico conservato fino al 2011).
- Sul piano internazionale, Abou El Enein è stato eletto all’unanimità nel 2010[6] Presidente dell’Assemblea parlamentare del Mediterraneo (PAM), organizzazione con sede a Malta che comprende 37 paesi membri sulle sponde settentrionali e meridionali del Mediterraneo.
- È stato inoltre eletto Presidente della Commissione per gli affari economici e finanziari, sociali e dell’educazione dell’Assemblea parlamentare dell’Unione per il Mediterraneo (PA-UfM) per due mandati consecutivi.
- L’Assemblea parlamentare Euro-Mediterraneo lo ha gratificato, in rappresentanza di tutti i parlamentari delle assemblee del Mediterraneo meridionale, con il “Parliamentary Excellence Award”, riconoscimento per il suo attivismo all’interno delle assemblee nazionali e internazionali delle quali è stato membro.
- L’Assemblea parlamentare del Mediterraneo lo ha scelto come Ambasciatore itinerante[7] e come suo rappresentante permanente all’interno della Lega araba.

## Incarichi onorari
- Luglio 2012: nominato consigliere per l’Economia e il commercio internazionale da parte dell’Organizzazione mondiale dell’ONU per il commercio dei servizi per la sua esperienza quarantennale nell’industria, nel commercio, nell’agricoltura e nel turismo.
- Gennaio e febbraio 2012: accreditato come arbitro internazionale per l’industria dall’International Council for Commercial Arbitration, rendendolo eleggibile per appianare dispute a carattere industriale e risolvere problemi di natura industriale e commerciale e tra organismi, aziende e industrie.
- Consigliere per l’Arbitrato internazionale per i settori industriale e commerciale per il Natural and Human Resources Development Center – Istituto di studi africani all’Università del Cairo.

## Attività di impegno sociale
- Nel 2007 è Presidente dell’Egyptian-European Council, istituzione che gioca un ruolo importante nel rafforzamento della cooperazione economica e negli scambi politici e culturali tra l’Egitto e l’Europa.
- Nel 2001 ha fondato la “Abou El Enein Organization for Social Activities & Charity”, una Fondazione che offre corsi di alfabetizzazione, si impegna nel miglioramento del Sistema scolastico e contribuisce al miglioramento delle condizioni di vita generali.

## Vita privata
Mohamed Abou El Enein è sposato e padre di tre figli e una figlia. Tra le sue passioni il tennis, praticato per molti anni, e lo sci.